# البصيرة (الأحساء)
البصيرة حي في الهفوف في المنطقة الشرقية في المملكة العربية السعودية.

## الموقع
يقع حي البصيرة في مدينة الهفوف بالإحساء شرق طريق الملك عبد الله، وشمال طريق العجير، كما أنه يقع وسط بعض من الأحياء الأخرى ومنها حي الصالحية والذي يحده من الناحية الغربية وحي الشهابية والذي يقع على الحدود الجنوبية منه.كما تبعد حي البصيرة عن العاصمة الرياض 326 كم.

## المرافق
مسجد البشير، ومسجد فاطمة الصايل، ومسجد الإمام الجواد، وحديقة المباركية 2، ومشغل جمال المرأة النسائي، ومدرسة سراقة بن مالك الابتدائية، ومركز قلوسي للعناية بالسيارات، ومستشفى المانع العام الهفوف.